# Thomas Tripp
Thomas George Tripp (* 10. März 1978 in Berlin) ist ein deutsch-amerikanischer Basketballspieler. Der 1,97 Meter große Flügelspieler absolvierte zehn Bundesliga-Spiele für Trier und war deutscher Juniorennationalspieler.

## Laufbahn
Tripp, der auch über einen US-amerikanischen Pass verfügt, spielte in der Jugend des TuS Neukölln in seiner Heimatstadt Berlin und wechselte später in die Nachwuchsabteilung des TuS Lichterfelde. 1996 kam er an der Seite von Dirk Nowitzki für die deutsche Juniorennationalmannschaft in der Qualifikation für die Europameisterschaft zum Einsatz. Er stand auch im erweiterten Kader von Lichterfeldes Kooperationspartner Alba Berlin, wurde von den Berlinern aber nicht in der Bundesliga eingesetzt, sondern sammelte Erfahrung bei „TuSLi“ in der 2. Bundesliga.
1999 wechselte er von Lichterfelde in den US-Bundesstaat Texas, wo er in der Saison 1999/2000 in der Mannschaft des Blinn Colleges spielte. Nach seiner Europa-Rückkehr spielte Tripp in der Saison 2001/02 in der spanischen Liga EBA für Real Grupo de Cultura Covadonga und erzielte in sieben Einsätzen im Schnitt 20,1 Punkte. In der Saison 2002/03 stand er beim Bundesligisten TBB Trier unter Vertrag. Er wurde in zehn Bundesliga-Spielen eingesetzt und kam auf einen Mittelwert von 3,3 Punkten. Im Dezember 2002 kam es zur Trennung. In der Saison 2004/05 stand er wieder in Spanien (CB Imprenta Bahía in der Liga EBA), ebenfalls kurzzeitig im September 2005 (bei Doncel CP La Serena in der Liga EBA). Tripp spielte in Deutschland später für die Zweitligisten Paderborn, Nördlingen (2006/07), Mitteldeutscher BC (kurzzeitig im Frühjahr 2008) und Lich (zu Beginn der Saison 2008/09 bis Oktober 2008).
Nach dem Abschied aus dem Profibereich 2009 ging er für den DBV Charlottenburg in der ersten und zweiten Regionalliga auf Korbjagd. Mit den Altherrenmannschaften des DBV feierte er Erfolge auf Bundesebene wie den deutschen Meistertitel in der Altersstufe Ü35 im Jahr 2015.